# Loxigilla
Loxigilla là một chi chim trong họ Thraupidae.